# 周有德
周有德（？—1680年），字彝初，漢軍鑲紅旗人，清朝官員。

## 生平
顺治初，以贡生任弘文院编修。康熙三年（1664年）任山東巡撫，康熙九年（1668年）任廣東廣西總督。
康熙七年（1668年）秋，周有德奉命勘展邊界，深感順治年間海禁遷民之苦，乃上疏請先展界，然後設防。經他和前任巡撫王來任倡議，康熙八年（1669年），雖然海禁令尚未廢除，船隻仍不能出海，但准許居民可以陸續遷回故地。 
復界後，錦田居民因感周、王二公之德，在康熙二十三年（公元1684年）在水頭村建「周王二公書院」，以為紀念，並在書院內教育族中子弟，培育人材，而上水石湖墟本建有「報德祠」供奉周王二人，後因火毀，原址現有巡撫街紀念二人。